# Isadou
Isadou is een eiland in de Boven-Surinamerivier. Het ligt op een half uur stroomopwaarts vanaf Atjoni (Pokigron), ter hoogte van Jawjaw.
Deze omgeving staat bekend om de stroomversnellingen en rivierstrandjes. Het was tot 1994 onbewoond.
In 2020 was Isadou een van de dorpen die werd bezocht door de kickbokser Bigi Boy Rozenstruik. Op de tweede dag zwom hij met een groep kinderen naar Jawjaw, waar hij werd onthaald door de lokale bevolking.

## Resort
Vanaf 1994 maakte het koppel Selientje Adipi en André Kaise het eiland bewoonbaar en richtte het in voor bezoekers en toeristen. Ze bouwden er lodges waarin in 2000 de eerste gasten werden ontvangen. Isadou is Saramaccaans voor welkom. Het voedsel wordt bereid met ingrediënten van het kostgrondje op het eiland. Het is in trek bij vakantiegangers om te wandelen in de jungle, dieren te spotten zoals kaaimannen en vogels, boottochten te maken, te baden of te luieren in hangmatten. Bezoekers krijgen uitleg over de marron-cultuur en gebruiken en de lokale bevolking wordt betrokken bij het toerisme.
Net als in veel andere delen van Suriname, werd Isadou in 2006 getroffen door overstromingen. Alle lodges werden toen weggespoeld en er werd een nieuwe start gemaakt. Bij elkaar werden er 21 lodges gebouwd, deze keer met stenen vloeren en daken bedekt met zinkplaten, met voor elke lodge een douche en bad. Daarnaast staan er twee groepsaccommodaties. Het resort werd uiteindelijk uitgebreid tot een capaciteit van tweehonderd gasten.